# Таушканское
Таушканское — село, входящее в муниципальное образование Городской округ Сухой Лог Свердловской области России. Малая родина Героя Советского Союза И. М. Сысолятина.

## География
Село расположено в 20 километрах на север-северо-востоке от города Сухой Лог (по автомобильной дороге — 25 километров), в малонаселенной лесостепной местности, на юге от озера Таушкан.

### Уличная сеть
Озёрная улица (по месторасположению), Октябрьская и Советская улица.

## Топоним
Прежнее название Таушкан и современное Таушканское от лимнонима Таушкан, восходящее к тюркским обозначения «зайца».

## История
В начале XX века в селе работало земское начальное училище.

### Дмитриевская церковь
Первый деревянный храм во имя святого Димитрия Солунского был перевезен в 1868 году из села Курьинского, а в 1888 году сгорел. Каменный храм во имя того же святого был заложен в 1888 году и освящен в 1893 году. Приход в 1873—1874 годах был приписным к селу Курьинскому, так как «прихожане не платили причту обещанного жалованья», а причт состоял из одного священника и одного псалтыря, которых размещали в общественных домах.
В 1922 году из храма было изъято 2,8 килограмм серебра. В 1934 году был запрещён звон, и в 1935 году церковь была закрыта. В советское время в здании располагался клуб, затем зернохранилище. В настоящее время храм разрушается и не восстанавливается.
С историей храма Димитрия Солунского связана жизнь священномученика Василия Инфантьева, который служил в храме в качестве священника с 1915 по 1918 годы, здесь в селе он и принял свою мученическую смерть, как и подобает христианину, мужественно и со смирением. Уже в наше время отец Василий был причислен к лику святых.

## Население
| 2002 | 2010 |
| ---- | ---- |
| 124  | ↘96  |

## Известные уроженцы, жители
- Иван Матвеевич Сысолятин (24 декабря 1923, село Таушкан — 3 января 2006, Санкт-Петербург) — комсорг 520-го стрелкового полка 167-й стрелковой дивизии 38-й армии 1-го Украинского фронта, младший сержант, Герой Советского Союза.
- Татьяна Максимовна Брылина (25 апреля 1955, дер. Таушканское) — советская биатлонистка, бронзовый призёр чемпионата мира, призёр чемпионата СССР. Мастер спорта СССР международного класса.
- Николай Семенович Хорьков (1928-1989) - генерал-майор милиции, министр МВД Калмыцкой АССР 1973-1979, советник МВД Кубы 1979-1983, министр МВД Мордовской АССР 1983-1989[7][8].
- Иван Григорьевич Хорьков (1915-?) - советский снайпер, сержант. В 1943 году за уничтожение 123 солдат и офицеров противника награждён орденом Красной Звезды. Данных о его окончательном снайперском счёте не найдено. Упомянут в сборнике статей "Героический Ленинград. 1917-1942"[9][10].

## Достопримечательности
К 2020 году здание Дмитриевской церкви было законсервировано, ставится вопрос о восстановлении.
Стела «Село Таушканское — родина Героя Советского Союза Сысолятина И. М.» при въезде в село.
Мемориальная плита воинам, погибшим в годы Великой Отечественной войны на ул. Советская.
Братская могила красноармейцев погибших в 1918 году.

## Транспорт
Село доступна автотранспортом. Остановка общественного транспорта «Таушканское». 